# Elżbieta Przesmycka
Elżbieta Teresa Przesmycka (ur. 1949) – polska inżynier budownictwa lądowego i architekt. Absolwentka budownictwa lądowego z 1972 oraz architektury z 1975 Politechniki Krakowskiej. Od 2015 profesor na Wydziale Architektury Politechniki Wrocławskiej.